# I Can Do It with a Broken Heart
I Can Do It with a Broken Heart è un singolo della cantante statunitense Taylor Swift, pubblicato il 2 luglio 2024 come secondo estratto dall'undicesimo album in studio The Tortured Poets Department.

## Antefatti e pubblicazione
La cantante ha rivelato di aver iniziato a lavorare al suo undicesimo album in studio subito dopo aver pubblicato Midnights (2022) e durante le tappe Americane, Asiatiche e Australiane del The Eras Tour. Descritto dalla stessa cantante come un album in cui sentiva il bisogno di scrivere canzoni, i media hanno speculato che la fine della relazione tra la Swift e l'attore britannico Joe Alwyn sembra essere il concept principale dello stesso. Da maggio 2024, il singolo è stato incluso nella nuova setlist del tour a partire dalla data di Parigi.
Il 2 luglio la canzone viene inviata come singolo alle radio italiane, e dieci giorni dopo, ovvero il 12 luglio, anche alle radio statunitensi e canadesi. Il 16 luglio viene dichiarato ufficialmente secondo singolo estratto da The Tortured Poets Department dalla stessa Taylor e viene pubblicato singolarmente in streaming con la propria cover e consegnato alle restanti radio mondiali. Il 20 agosto alla fine dell'ultima tappa londinese e quindi alla fine della leg europea del suo tour viene proiettato in anteprima il video musicale e messo in streaming su YouTube subito dopo.
Il 13 settembre viene pubblicato un remix della canzone ad opera di Dombresky.

## Musica e testo
La canzone, scritta e prodotta da Taylor Swift insieme a Jack Antonoff, è caratterizzata da sonorità uptempo e dance-pop. Il ritmo allegro è in contrapposizione con il tono generale dell'album e gli arpeggi di synth rimandano al brano Mastermind, pubblicato nel 2022 dalla stessa Swift.
Il testo è una sorta di discorso di incoraggiamento che la cantante rivolge a sé stessa riguardo all'esibirsi in pubblico e mostrarsi felice nonostante stesse affrontando una rottura.

## Tracce
Testi e musiche di Taylor Swift e Jack Antonoff.
1. I Can Do It with a Broken Heart – 3:38
2. I Can Do It with a Broken Heart (Instrumental) – 3:38

## Classifiche

### Classifiche settimanali
| Classifica (2024) | Posizione massima |
| ----------------- | ----------------- |
| Argentina         | 64                |
| Australia         | 5                 |
| Austria           | 11                |
| Brasile           | 61                |
| Canada            | 4                 |
| Croazia           | 19                |
| Danimarca         | 19                |
| Finlandia         | 47                |
| Francia           | 72                |
| Germania          | 60                |
| Grecia            | 10                |
| Indonesia         | 24                |
| Irlanda           | 5                 |
| Italia            | 76                |
| Lituania          | 30                |
| Lussemburgo       | 15                |
| Norvegia          | 27                |
| Nuova Zelanda     | 6                 |
| Paesi Bassi       | 35                |
| Portogallo        | 14                |
| Regno Unito       | 8                 |
| Spagna            | 39                |
| Stati Uniti       | 3                 |
| Svezia            | 17                |
| Svizzera          | 30                |

### Classifiche di fine anno
| Classifica (2024) | Posizione |
| ----------------- | --------- |
| Australia         | 49        |
| Canada            | 33        |
| Estonia           | 162       |
| Regno Unito       | 38        |
| Stati Uniti       | 35        |